# Аркади Фидлер
Аркади Фѝдлер (на полски: Arkady Fiedler) е полски писател и пътешественик.
Син е на известния познански издател Антони Фидлер, който оказва силно влияние върху формирането на личността на младия Аркади, разбужда в него силна любов към природата, учи го да обича „такива неща, към които другите хора се отнасят с равнодушие“ – спомня си по-късно писателят за баща си.

## Биография
Аркади Фидлер е роден на 28 ноември 1894 г. в Познан. След завършване на реална гимназия в родния си град, следва философия и естествени науки в Ягелонския университет в Краков. Следването му е прекъснато от Първата световна война. През 1918 и 1919 г. участва в полското въстание и влиза в редовете на Полската военна организация. След Първата световна война завършва философския факултет на Ягелонския университет, а след това и Берлинския и Познанския университети, където изучава естествознание.
Дебютира като поет през 1917 г. с цикъла стихотворения „Червената светлина на огнището“ (Czerwone światło ogniska) на страниците на познанското списание „Здруй“ (Zdrój – извор). През 1926 г. отпечатва в наследената от баща си печатница своя пътепис: „През вировете и праговете на Днестър“ (Przez wiry i porohy Dniestru). През 1928 г. се отправя на първото си голямо пътешествие до Южна Бразилия. Оттам донася богати зоологически и ботанически сбирки, които предоставя безвъзмездно на Природонаучния музей и други научни учреждения в Познан, а не по-малко богатите си впечатления описва в книгите си „Бичос, моите бразилски приятели“ и „Сред индианците короадос“ (Wśród Indian Koroadów).
През 1933 осъществява своята най-голяма мечта – заминава за Амазония, в най-буйната тропическа джунгла. От това пътуване се ражда книгата „Риби пеят в Укаяли“ (Ryby śpiewają w Ukajali), която носи голяма популярност на автора си и признание сред читателите. През 1936 г. издава „Канада, ухаеща на смола“ (Kanada pachnąca żywicą). През същата година печели литературната награда на град Познан и Сребърния лавров венец на Полската литературна академия.
Избухването на Втората световна война заварва Аркади на остров Таити. Напуска приказния остров, като избира съдбата на войника. През Франция се добира до Англия, където се запознава с полските летци, сражаващи се геройски в битката за Великобритания. За тях написва известната си книга „Дивизион 303“ (Dywizjon 303) – екземпляри от нея се разпространяват в окупирана Полша и крепят духа на поляците. Плава и на търговски кораби – усилията на полските моряци през войната описва в книгата си „Благодаря ти, капитане“ (Dziękuję ci, kapitanie).
През 1946 г. се връща в родината си и заживява в Пушчиково край Познан. Както и преди това, продължава да пътешества много – посещава Мексико, Индокитай, Бразилия, Мадагаскар, неколкократно Западна Африка. Плод от тези пътешествия са книгите „Диви банани“ (Dzikie banany), „Красива, страшна Амазония“ (Piękna, straszna Amazonia), „Мадагаскар, жесток вълшебник“ (Madagaskar okrutny czarodziej), „Срещнах щастливи индианци“ (Spotkałem szczęśliwych Indian). Написва и юношеските романи „Малкият бизон“ (Mały Bizon), „Островът на Робинзон“ (Wyspa Robinsona), „Ориноко“ (Orinoko) и др., автобиографичните книги „Баща ми и дъбовете“ (Mój ojciec i dęby), „Възраст мъжка – победоносна“ (Wiek męski – zwycięski).
През 90-годишния си живот Аркади Фидлер предприема 30 пътешествия. За всяко от тях се подготвя изключително старателно, като проучва карти и атласи, чете книги за страните, за които заминава, кореспондира си с тамошните полски емигранти.
Творчеството му включва 32 книги, издадени на 23 езика в над 10-милионен тираж. Книгите му очароват с живописните си описания, в тях увлекателно, колоритно възпява красотата на природата и доближава до читателя хора от различни раси, като го учи на уважение към другите култури и обичаи.
През 1957 г. Аркади Фидлер става за втори път лауреат на литературната награда на Познан, а през 1978 г. получава държавна награда I степен. През 1969 г. печели най-симпатичното отличие – Ордена на усмивката.
През 1974 г. писателят, окуражен от читателите си, създава в дома си в Пушчикув, заедно със семейството си, частен музей, в който излага трофеите от своите пътешествия.
Аркади Фидлер почива на 7 март 1985 г. В негова чест са наименувани много училища и други обекти в Полша.

## Пътешествия
Аркади Фидлер сам финансира своите пътешествия. Средства за първите пътувания изкарва чрез неуморен труд в наследената от баща си печатница. След големия успех на „Риби пеят в Укаяли“ (1935), за пътешествията си плаща с хонорарите от издателствата. Неговите пътешествия винаги имат ясно определена цел: отначало събира екземпляри от флората и фауната, а по-късно изучава живота на индианците и други народи, събирайки материал за произведенията си.
- 1927: ловно пътешествие до Северна Норвегия;
- 1928 – 1929: зоологическо пътешествие до Южна Бразилия с цел събиране на екземпляри от фауната за зоопарка, природонаучния музей и Университета в Познан;
- 1933 – 1934: пътешествие по Амазонка и в Перу за събиране на екземпляри от фауната за Държавния зоологически музей във Варшава;
- 1935: пътуване до Канада със същата цел;
- 1937 – 1938: Мадагаскар;
- 1939: остров Таити (където го заварва войната);
- 1940: Франция, Великобритания (в полската армия);
- 1942 – 1943: САЩ, Тринидад и Тобаго, Гвиана, Бразилия;
- 1945: Канада;
- 1948: Мексико;
- 1952 – 1953: СССР, включително Грузия;
- 1956 – 1957: Индокитай (Северен Виетнам, Лаос, Камбоджа);
- 1959 – 1960: Западна Африка (Гвинея, Гана);
- 1961: Северозападна Канада;
- 1963 – 1964: Бразилия, Британска Гвиана;
- 1965 – 1966: Мадагаскар;
- 1967: Бразилия, главно Амазония;
- 1968: СССР, вкл. Сибир;
- 1969: Западна Африка, Нигерия;
- 1970: Перу;
- 1971: Западна Африка;
- 1972: Западна Канада;
- 1973: Южна Америка – за нови експонати за своя музей;
- 1975: Западна Африка – със същата цел;
- 1975: Канада;
- 1977: Западна Африка;
- 1979: Южна Америка: Венецуела, Колумбия, Еквадор, Перу;
- 1980: Канада;
- 1981: Западна Африка;

## Литературно творчество
Аркади Фидлер написва 23 книги, които са издадени в Полша и в превод на 23 езика, а тиражът им надхвърля 10 милиона, като на „Дивизион 303“ се падат 1,5 млн. Други „рекордьори“ са: „Риби пеят в Укаяли“ (повече от 30 издания на 14 езика), „Канада, ухаеща на смола“ и „Горещо село Амбинанитело“ (Gorąca wieś Ambinanitelo) (на 9 езика), „Малкият бизон“ и „Островът на Робинзон“ (на 7 езика).
Книгите на Аркади Фидлер привличат читатели от различни възрасти и професии със социалната си ангажираност, острата си публицистичност, неравнодушното отношение на автора към съдбите на хората и окръжаващата ги среда. Като утвърждава принципите на хуманизма и високия морал, и възпявайки природата, Аркади Фидлер с пълно основание говори, че се старае да бъде верен в своето творчество на традициите на Хенрик Сенкевич и Стефан Жеромски.
Почти всички произведения на Аркади Фидлер са под формата на пътепис, но като разказва за видяното и преживяното, благодарение на своето литературно майсторство, авторът създава не просто научнопопулярни, а художествени произведения с голям усет към език, тънко чувство за хумор, умело изграждане на фабулата. На Аркади Фидлер е присъщ свой особен стил, който значително го отличава, като прави неговите произведения лесно познаваеми сред литературата от този жанр.
Списък на книгите по година на първото издание
- 1926: „През вировете и праговете на Днестър“ (Przez wiry i porohy Dniestru)
- 1931: „Бичос, моите бразилски приятели“ (Bichos, moi brazylijscy przyjaciele)
- 1932: „Сред индианците короадос“ (Wśród Indian Koroadów)
- 1935: „Риби пеят в Укаяли“ (Ryby śpiewają w Ukajali)
- 1936: „Животните от девствения лес“ (Zwierzęta z lasu dziewiczego)
- 1935: „Канада, ухаеща на смола“ (Kanada pachnąca żywicą)
- 1937: „Покоряваме Амазонка“ (Zdobywamy Amazonkę)
- 1939: „Утро в Мадагаскар“ (Jutro na Madagaskar)
- 1942: „Дивизион 303“ (Dywizjon 303)
- 1944: „Благодаря ти, капитане“ (Dziękuję ci, kapitanie)
- 1946: „Ветровитият остров на Беньовски“ (Żarliwa wyspa Beniowskiego)
- 1946: „Веселата птица Дронго“ (Radosny ptak Drongo)
- 1950: „Рио де Оро“ (Rio de Oro)
- 1952: „Малкият бизон“ (Mały Bizon)
- 1953: „Горещо село Амбинанитело“ (Gorąca wieś Ambinanitelo)
- 1954: „Островът на Робинзон“ (Wyspa Robinsona)
- 1957: „Ориноко“ (Orinoko)
- 1957: „Островът на влюбените лемури“ (Wyspa kochających lemurów)
- 1960: „Диви банани“ (Dzikie banany)
- 1962: „Ново приключение: Гвинея“ (Nowa przygoda: Gwinea)
- 1965: „И отново примамлива Канада“ (I znowu kusząca Kanada)
- 1968: „Срещнах щастливи индианци“ (Spotkałem szczęśliwych Indian)
- 1969: „Мадагаскар, жесток вълшебник“ (Madagaskar, okrutny czarodziej)
- 1971: „Красива, страшна Амазония“ (Piękna, straszna Amazonia)
- 1973: „Баща ми и дъбовете“ (Mój ojciec i dęby)
- 1976: „Възраст мъжка – победоносна“ (Wiek męski – zwycięski)
- 1980: „Белият Ягуар“ (Biały Jaguar)
- 1983: „Пеперудите на моя живот“ (Motyle mego życia)
- 1985: „Животните на моя живот“ (Zwierzęta mego życia)
- 1989: „Жените на моята младост“ (Kobiety mej młodości)

КНиги в съавторство с Марек Фидлер
- 1982: „Индианският Наполеон от Скалистите планини“ (Indiański Napoleon Gór Skalistych)
- 1984: „Племето на индианците алгонкини“ (Ród Indian Algonkinów)